# Église Saint-Pierre de Riuferrer
Pour les articles homonymes, voir église Saint-Pierre.
L'église Saint-Pierre de Riuferrer est une église romane située à Arles-sur-Tech, dans le département français des Pyrénées-Orientales, près de l'embouchure du Riuferrer dans le Tech.

## Description
L'église Saint-Pierre de Riuferrer  est une église romane à nef unique, à l'appareil régulier. Son portail est en granit sculpté.

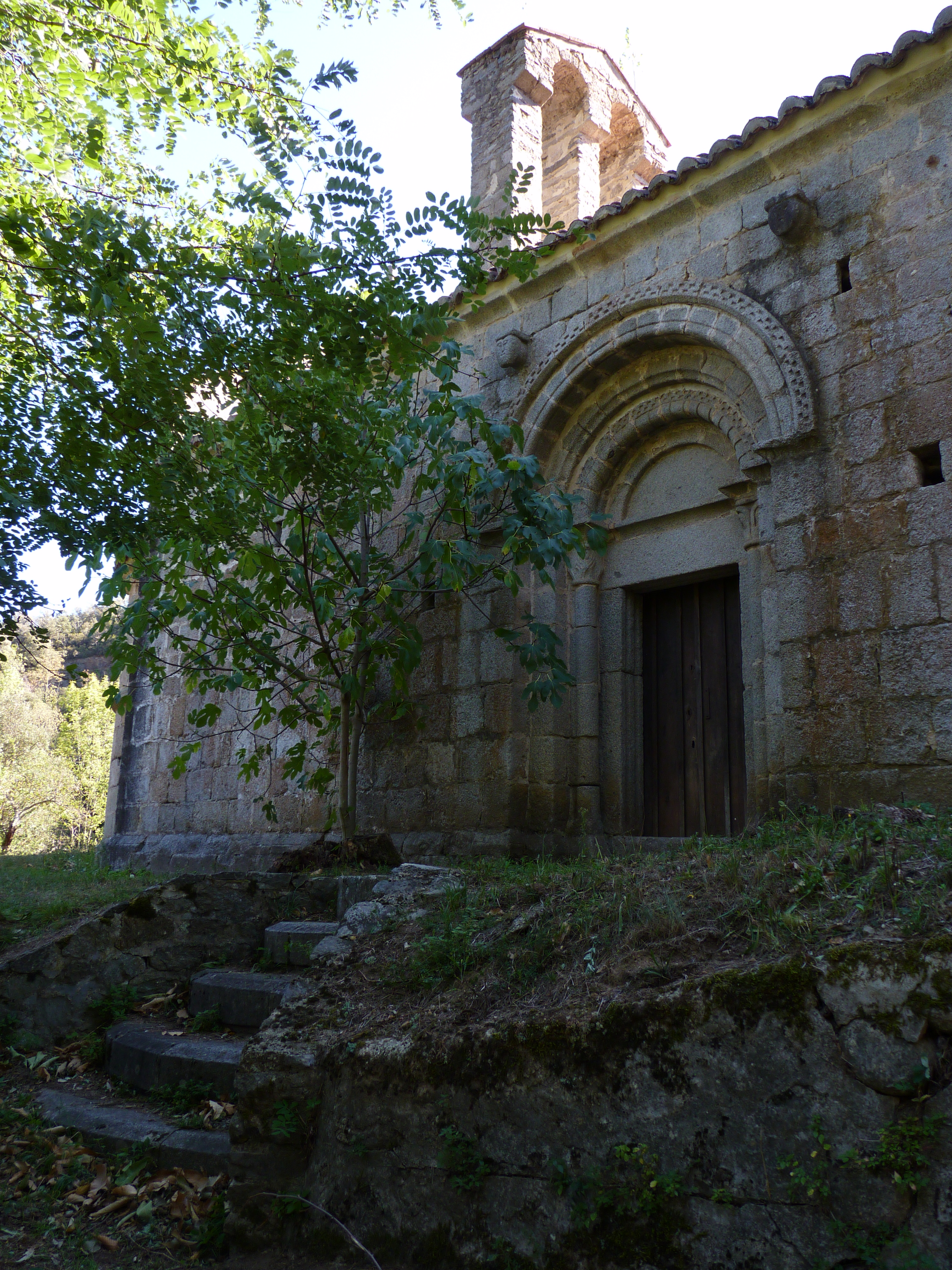
Le portail de l'église.

## Histoire
Une première cella de Saint-Pierre est fondée vers l'an 800 par l'abbé Castellan Ier, mentionnée en 820 (eccl. S. Petri in Arulas). L'église actuelle, qui lui a succédé, a été consacrée en l'an 1159.
L'édifice est inscrit aux monuments historiques depuis le 14 janvier 1954.